# Cantores Veiherovienses
Cantores Veiherovienses – chór mieszany, który zainicjował swą działalność 6 stycznia 1985 w Wejherowie.

## Historia
Pierwszym dyrygentem chóru i jego kierownikiem artystycznym był profesor Marek Rocławski.
Chór jest zespołem amatorskim, złożonym głównie ze studentów i nauczycieli, a średnia wieku jego członków, wynosząca obecnie 30 lat, pozwala uznać go za chór młody. W ciągu 30 lat przez chór przewinęło się ponad 400 osób (nie licząc obecnych członków), z czego ok. 60% przypada na głosy żeńskie. Od 2001 roku zespół posiada status stowarzyszenia, co pozwala mu na większą niezależność, a jednocześnie zmusza do samodzielnego poszukiwania różnych źródeł finansowania jego działalności statutowej i podejmowania wielu projektów kulturalnych. Zespół posiada znaczący dorobek artystyczny, jest laureatem wielu renomowanych festiwali i konkursów chóralnych, w kraju i za granicą.
Chór uczestniczy również w wielu ważnych uroczystościach o charakterze kulturalnym i religijnym w mieście, na Kaszubach i w całym kraju, m.in. podczas uroczystości religijnych związanych z kultem Matki Bożej Wejherowskiej, czy też podczas Ogólnopolskiej Pielgrzymki Rzemiosła w Częstochowie.
"Cantores Veiherovienses" odbył szereg podróży zagranicznych. Koncertował w Holandii, Niemczech, Wielkiej Brytanii, Francji, Włoszech, Szwajcarii, Czechach, Szwecji, Chorwacji, Grecji i na Ukrainie. Nawiązał cenne kontakty z licznymi chórami i organizacjami kulturalnymi w całej Europie, niektóre z nich zaowocowały dłuższą współpracą. Tak było w przypadku chóru "Zevenmaal" z Hardenbergu w Holandii, z którym ścisłe kontakty trwały przez siedem lat (1987–1994). W roku 2003 po kilkuletniej przerwie powrócono w chórze "Cantores Veiherovienses" do zbliżającej narody idei zagranicznej współpracy kulturalnej, by rok później odbyć tournée artystyczne po Szwecji i Ukrainie. Zawiązano tam przyjacielskie kontakty z chórem szwedzkim z Tvååker oraz ukraińskim z Torhowicy.
Członkowie chóru "Cantores Veiherovienses" dwukrotnie brali udział w oprawie muzycznej Mszy św. podczas pielgrzymek Ojca Świętego Jana Pawła II do Polski – w Gdyni (1985) i Sopocie (2001). Natomiast 1.01.1997 r. podczas Mszy Pokoju w bazylice św. Piotra w Rzymie, u boku chórów gdańskich, śpiewacy z Wejherowa wspólnie z Janem Pawłem II zainaugurowali obchody 1000-lecia Gdańska.

## Współpraca
Zespół jest członkiem Oddziału Gdańskiego Polskiego Związku Chórów i Orkiestr, współpracuje z wieloma instytucjami kultury województwa pomorskiego, m.in. z Państwową Operą Bałtycką (POB) oraz Filharmonią Bałtycką (FB) w Gdańsku. Efektem tej współpracy był m.in. udział "Cantores Veiherovienses" w wystawieniu następujących produkcji scenicznych:
- "Halka" St, Moniuszki w POB (05 1997)
- "Tannhäuser" w Operze Leśnej w Sopocie (07 2000)
- Koncert w ramach obchodów Roku Verdiowskiego pn. "Verdinalia" w POB (02 2001)
- "Sonety Krymskie" ST. Moniuszki w Filharmonii Bałtyckiej (10 2002)
- Sympozjum – "Karol Szymanowski – Pieśni Kurpiowskie" w Akademii Muzycznej w Gdańsku (03 2003).

## Repertuar
Repertuar zespołu obejmuje głównie muzykę z epoki renesansu i romantyzmu oraz muzykę współczesną. Znajdują się w nim między innymi pieśni ludowe, w tym kaszubskie, marynistyczne oraz z gatunku negro-spiritual. Jednak najchętniej chór sięga po utwory religijne zarówno kompozytorów polskich jak i obcych, m.in. A. Koszewskiego, J. Świdra, M. Durufle, A. Brucknera, W.A. Mozarta, J.S. Bacha.
W okresie 30-letniej działalności artystycznej chór "Cantores Veiherovienses" wystąpił na około 600 koncertach, wykonując z towarzyszeniem orkiestry symfonicznej największe dzieła światowej literatury muzycznej, które przyciągały zawsze liczną publiczność i były wydarzeniami artystycznymi w skali regionu.
Co istotne, większość z nich miała miejsce w Wejherowie. W latach 1993–2002 zespół wystawił m.in. następujące utwory muzyki oratoryjno-kantatowej:
- F. Schubert – "Msza G-dur"
- W.A. Mozart – "Msza Koronacyjna"
- A. Vivaldi – "Gloria"
- W.A. Mozart – "Requiem"
- J.S. Bach – "Magnificat"

## Nagrania
W dorobku fonograficznym chóru znalazły się dwie płyty CD oraz kaseta audio:
- kaseta audio – zapis koncertu jubileuszowego z okazji 350-lecia Wejherowa (1993)
- płyta CD pt. Bądź pozdrowiona ziemio polska (1996) – złota płyta[1]
- płyta CD pt. Bóg się rodzi... Chór Cantores Veiherovienses śpiewa kolędy (2003)

Chór uczestniczył w nagraniach dokonanych przez studentów Katedry Inżynierii Dźwięku Politechniki Gdańskiej (nagranie było prezentowane podczas konferencji Audio Engineering Society w Monachium w 1999 r. Ponadto, w latach 1986-2000, zespół brał udział w kilku mszach "radiowych" transmitowanych na żywo na całą Polskę oraz w styczniu 2004, w nagraniu kompozycji pn. "Orkiestra świątecznej pomocy".

## Osiągnięcia
- 2016 – Udział w XVI Międzynarodowym Festiwalu Pieśni Adwentowej i Bożonarodzeniowej w Budapeszcie
- 2014 – I miejsce i wyróżnienie za kulturę brzmienia na XVII Łódzkim festiwalu Chóralnym Cantio Lodziensis
- 2013 – Udział w VIII Festiwalu Pieśni Adwentowych i Bożonarodzeniowych w Bratysławie, na którym chór zdobył Złoty Dyplom (najwyższa punktacja spośród wszystkich zespołów konkursowych), nagroda specjalna dla prof. Marka Rocławskiego - najlepszego dyrygenta Festiwalu.
- 2011 – Udział w Międzynarodowym Konkursie Muzyki Chóralnej "SEGHIZZI 2011" we włoskiej Gorizzi, na którym chór zdobył 3 nagrody: IV miejsce w kategorii muzyki renesansowej, V miejsce w kategorii muzyki romantycznej, Nagroda Specjalna za najlepsze wykonanie utworu polifonicznego, kompozytora Dworu Książąt Este
- 2007 – I miejsce i Złoty Dyplom w kategorii chórów mieszanych na Międzynarodowym Konkursie Chórów „Gaude Cantem” w Bielsku-Białej oraz nagroda specjalna ufundowana przez Wojciecha Kilara za najlepsze wykonanie utworu współczesnego.
- 2005 – udział w X Międzynarodowym Festiwalu de la Saint Baume we Włoszech i Francji
- 2003 – IX Międzynarodowy Konkurs Chóralny, Preweza (Grecja) - dwa srebrne medale
- 2001 – III Międzynarodowy Konkurs Chóralny, Zadar (Chorwacja) - Złoty Krzyż
- 1999 – Złota Wstęga oraz nagroda specjalna za interpretację współczesnej kolędy na IX Międzynarodowym Festiwalu Muzyki Adwentowej i Bożonarodzeniowej w Pradze (Czechy)
- 1999 – wyróżnienie w Konkursie Literacko - Kompozytorskim "Christus natus est nobis - Juhileusz2000" w Rumi
- 1998 – udział w Międzynarodowym Festiwalu Chóralnym w Szwecji
- 1998 – udział w II Międzynarodowym Festiwalu Chóralnej Muzyki Religijnej w Rottenburgu (Niemcy)
- 1997 – Grand Prix Międzynarodowego Festiwalu Pieśni Misyjnej i Zaangażowanej w Pieniężnie
- 1997 – Grand Prix XV Ogólnopolskiego Festiwalu Pieśni Morzu w Wejherowie
- 1996 – I wyróżnienie w Międzynarodowym Konkursie Kompozytorskim "Pomorski Siew Św Wojciecha" w Rumi
- 1996 – udział w Festiwalu "Corisettembre'96" w Acqui Terrne (Włochy)
- 1996 – wyróżnienie na VII Ogólnopolskim Turnieju Chórów "Legnica Cantat" w Legnicy
- 1996 – III miejsce na VIII Ogólnopolskim Festiwalu Pieśni Religijnej w Rumi
- 1992 – I miejsce na II Konkursie Chórów Parafialnych"Maria Cantat" w Gdyni
- 1992 – I miejsce na IV Ogólnopolskim Festiwalu Pieśni Religijnej w Rumi
- 1991 – wyróżnienie na Międzynarodowym Konkursie Chórów Kameralnych w Marktoberdorfie (Niemcy), za najlepszą interpretację muzyki współczesnej
- 1989 – wyróżnienie na Międzynarodowym Festiwalu Muzyki Polifonicznej w MarcelIinie (Włochy)
- 1989 – II miejsce na XII Ogólnopolskim Festiwalu Pieśni o Morzu w Wejherowie
- 1989 – wyróżnienie na XX Ogólnopolskim Turnieju Chórów "Legnica Cantat" w Legnicy
- 1987 – II miejsce na XI Ogólnopolskim Festiwalu Pieśni o Morzu w Wejherowie
- 1986 – Brązowy medal Festiwalu Polskiej Pieśni Chóralnej w Katowicach